# Veini Vehviläinen
Veini Vehviläinen, född 13 februari 1997, är en finländsk professionell ishockeymålvakt som är kontrakterad till Columbus Blue Jackets i National Hockey League (NHL)  och spelar för JYP i Liiga. Han har tidigare spelat för Brynäs if, Vasa Sport och Oulun Kärpät i Liiga och JYP-Akatemia i Mestis.
Vehviläinen draftades av Columbus Blue Jackets i sjätte rundan i 2018 års draft som 173:e spelare totalt.